# Avec (chanson)
Avec est une chanson française composée en 1959 par Henri Betti et Bruno Coquatrix avec des paroles d'André Hornez. Elle a été déposée à la Sacem le 9 octobre 1959 et éditée par Ray Ventura.

## Histoire
En 1959, Henri Betti, Bruno Coquatrix et André Hornez ont écrit la chanson pour la revue Paris mes Amours qui était mise en scène par Michel de Ré à l'Olympia et interprétée par Joséphine Baker.
En 1966, Joséphine Baker chante la chanson avec l'orchestre de Rolf-Hans Müller au Deutsche Schlager-Festspiele.
En 1968, elle chante la chanson avec l'orchestre de Raymond Lefebvre à l'émission Le Palmarès des chansons  présentée par Guy Lux et à l'émission Télé Dimanche présentée par Raymond Marcillac.
En 1974, elle chante la chanson avec l'orchestre de Jack Parnell au Royal Variety Performance (en).

## Liste des pistes
45 tours - RCA 76320 enregistré le 12 mai 1959 avec une orchestration de Jo Bouillon.
A1. Paris mes amours (musique d'Henri Betti, Bruno Coquatrix et paroles d'André Hornez)
A2. Moi (musique de Domenico Modugno et paroles de Jacques Larue)
B1. Avec
B2. Je voudrais (musique de Bruno Coquatrix et paroles d'Hubert Ithier et André Salvet)

## Reprises
En 1959, Claude Normand enregistre la chanson avec son orchestre pour l'album Dansons sur les Airs de Joséphine où il enregistre aussi Paris mes amours.
En 1965, Liliane Montevecchi chante la chanson avec l'orchestre de Ray Sinatra (en) dans la version américaine de la revue des Folies Bergère présentée au Tropicana Las Vegas. La même année, elle chante la chanson avec l'orchestre de Mitchell Ayres (en) à l'émission The Hollywood Palace présentée par Pat Boone.
En 1993, Marie France chante la chanson avec l'orchestre de Jean Sala à l'émission La Chance aux chansons présentée par Pascal Sevran.
En 2019, Karin Mensah enregistre la chanson pour l'album Pigalle.

## Filmographie
En 1960, Henri Betti chante un extrait de la chanson au piano dans le court-métrage Le Rondon.